# Almost You
Almost You és una pel·lícula estatunidenca d'Adam Brooks estrenada el 1985.

## Argument
El matrimoni d'Erica i Alex està en crisi. Erica té un accident i queda condemnada a passar un temps en una cadira de rodes. Aquest esdeveniment canviarà les seves vides. Alex coneix a Lisa, la jove terapeuta de la seva esposa amb qui creu iniciar una relació i tornar a reiniciar la seva vida.

## Repartiment
- Brooke Adams: Erica Boyer
- Griffin Dunne: Alex Boyer
- Karen Young: Lisa Willoughby
- Marty Watt: Kevin Danzig
- Christine Estabrook: Maggie
- Josh Mostel: David
- Laura Dean: Jeannie
- Dana Delany: Susan McCall
- Spalding Gray: Agent de viatges